# Võ Văn Cảnh
Võ Văn Cảnh (1922-1994), nguyên là một tướng lĩnh Bộ binh của Quân lực Việt Nam Cộng hòa, cấp bậc Thiếu tướng. Ông xuất thân từ trường Võ bị Địa phương ở miền Trung Việt Nam (Huế), do Quân đội Quốc gia điều hành và Quân đội Pháp đào tạo. Ra trường, ông được chọn về Bộ binh. Ông đã tuần tự đảm trách từ chức vụ nhỏ nhất cho đến Tư lệnh Sư đoàn của đơn vị Bộ binh. Sau ông chuyển sang lĩnh vực Quân huấn làm Chỉ huy các Trung tâm đào tạo nhân lực cho quân đội.

## Tiểu sử & Binh nghiệp
Ông sinh ngày 15 tháng 12 năm 1922, trong một gia đình Nho học tại Vĩnh Phước, Quảng Bình, miền Trung Việt Nam. Năm 1942, ông tốt nghiệp Trung học chương trình Pháp với văn bằng Tú tài bán phần (Part I). Sau đó, ông được tuyển dụng làm công chức tại Quảng Bình cho đến ngày gia nhập quân đội.

### Quân đội Liên hiệp Pháp
Tháng 9 năm 1951, thi hành lệnh động viên, ông nhập ngũ vào Quân đội Liên hiệp Pháp, mang số quân: 42/200.758. Theo học khóa 3 tại trường Võ bị Địa phương Trung Việt, tọa lạc tại Đập Đá, Huế, khai giảng ngày 10 tháng 10 năm 1951. Ngày 1 tháng 6 năm 1952, mãn khóa tốt nghiệp với cấp bậc Chuẩn úy.

### Quân đội Quốc gia Việt Nam
Tháng 7 năm 1952, một tháng sau khi ra trường, ông được chuyển sang phục vụ Quân đội Quốc gia và được cử giữ chức vụ Đại đội trưởng kiêm Chi khu trưởng Phân khu Nam Quảng Bình. Tháng 11 cùng năm, ông được chuyển trở về nơi xuất thân (Võ bị Địa phương Trung Việt), làm Huấn luyện viên. Tháng 4 năm 1953, ông được thăng cấp Thiếu úy tại nhiệm. Tháng 9 cùng năm, ông thuyên chuyển đến Tiểu đoàn 601 Khinh quân giữ chức vụ Đại đội trưởng. Đến tháng 8 năm 1954, sau khi ký Hiệp định Genève (ngày 20 tháng 7) ông được thăng cấp Trung úy. Tháng 11 cùng năm, ông được chuyển đến phục vụ tại Trường Võ bị Liên quân Đà Lạt.
Tháng giêng năm 1955, ông chuyển trở về đơn vị Bộ binh và được cử làm Đại đội trưởng của Tiểu đoàn 703 Khinh quân. Tháng 4, chuyển sang làm Đại đội trưởng của Tiểu đoàn 48 Bộ binh. Hai tháng sau, ông được lên chức Chỉ huy trưởng Tiểu đoàn 56 Việt Nam. Sau 1 tháng, ông lại chuyển đến Chi khu Tam Kỳ giữ chức Chi khu trưởng. Tháng 8 cùng năm, ông được thăng cấp Đại úy tại nhiệm.

### Quân đội Việt Nam Cộng hòa
Tháng 11 năm 1956, sau một năm từ Quân đội Quốc gia chuyển biên chế sang phục vụ Quân đội Việt Nam Cộng hòa, ông được cử làm Trung đoàn phó Trung đoàn 1 thuộc Sư đoàn 1 Dã chiến. Đầu năm 1957, ông được cử giữ chức vụ Chỉ huy Trung đoàn 1. Tháng 9 cùng năm, ông được ân thưởng Đệ ngũ đẳng Bảo quốc Huân chương kèm Anh dũng Bội tinh với nhành Dương liễu. Một tháng sau ông được thăng cấp Thiếu tá tại nhiệm.
Tháng 3 năm 1958, ông chuyển đi làm Trung đoàn trưởng Trung đoàn 36 thuộc Sư đoàn 12 Khinh chiến. Tháng 12 cùng năm, ông được lên làm Tham mưu trưởng Sư đoàn 12 Khinh chiến. Đến tháng 3 năm 1959, ông chuyển nhiệm vụ sang Sư đoàn 23 Bộ binh giữ chức vụ Trung đoàn trưởng trưởng Trung đoàn 53. Hạ tuần tháng 3 năm 1963, ông được cử đi du học lớp Chỉ huy Tham mưu cao cấp tại Học viện Chỉ huy và Tham mưu Fort Leavenworth, Tiểu bang Kansa, Hoa Kỳ.
Tháng 5 năm 1964, mãn khóa học về nước, ông làm Huấn luyện viên môn chiến thuật tại trường Bộ binh Thủ Đức. Ba tháng sau, chuyển đi làm Trung đoàn trưởng Trung đoàn 32 thuộc Sư đoàn 21 Bộ binh. Tháng 10 cùng năm, được cử đi làm Thị trưởng Vũng Tàu. Ngày 1 tháng 11 cùng năm, ông được thăng cấp Trung tá tại nhiệm.
Hạ tuần tháng 7 năm 1965, trở về quân đội, ông được cử giữ chức vụ Trung đoàn trưởng Trung đoàn 47 thuộc Sư đoàn 22 Bộ binh. Tháng 12 cùng năm, chuyển lên Cao nguyên Trung phần giữ chức vụ Phụ tá Tư lệnh Sư đoàn 23 Bộ binh. Đến đầu tháng 3 năm 1966, ông được cử làm Trung đoàn trưởng Trung đoàn 45 thuộc Sư đoàn 23 Bộ binh. Tháng giêng năm 1967, ông được ân thưởng Đệ tứ đẳng Bảo quốc Huân chương.
Hạ tuần tháng 3 năm 1968, ông được cử giữ chức vụ Phó Tư lệnh Sư đoàn 23 Bộ binh. Một tháng sau, ông được thăng cấp Đại tá tại nhiệm. Tháng 9 cùng năm, Xử lý Thường vụ chức vụ Tư lệnh Sư đoàn 23 Bộ binh thay thế Chuẩn tướng Trương Quang Ân. Tháng 4 năm 1969, ông chính thức được bổ nhiệm chức vụ Tư lệnh Sư đoàn 23 Bộ binh. Đầu tháng 7 năm 1970, ông được thăng cấp Chuẩn tướng tại nhiệm.
Hạ tuần tháng 1 năm 1972, ông nhận lệnh bàn giao Sư đoàn 23 Bộ binh lại cho Đại tá Lý Tòng Bá (nguyên Phụ tá Lãnh thổ Tư lệnh Quân đoàn II & Quân khu 2), Sau đó, ông được chỉ định giữ chức vụ Chỉ huy trưởng Trung tâm huấn luyện Quốc gia Lam Sơn kiêm Chỉ huy trưởng Huấn khu Dục Mỹ thay thế Đại tá Phan Đình Niệm được cử đi làm Tỉnh trưởng kiêm Tiểu khu trưởng tỉnh Quảng Đức. Tháng 7 cùng năm, bàn giao chức Chỉ huy trưởng Trung tâm Lam Sơn & Huấn khu Dục Mỹ lại cho Chuẩn tướng Trần Văn Hai. Sau đó, ông đảm trách chức vụ Chỉ huy trưởng Quân trường Hạ sĩ quan Đồng Đế thay thế Trung tướng Linh Quang Viên. Tháng 11 cùng năm ông kiêm chức vụ Quân trấn trưởng Thị xã Nha Trang.
Ngày Quốc khánh Đệ Nhị Cộng hòa 1 tháng 11 năm 1973, ông nhận lệnh bàn giao trường Hạ sĩ quan và Quân trấn Nha Trang lại cho Trung tướng Dư Quốc Đống. Sau đó ông được cử giữ chức Phụ tá Tổng Trưởng Nội vụ (ngang hàng Thứ trưởng) kiêm Tổng Giám đốc Nhân dân Tự Vệ. Đầu tháng 3 năm 1974, ông được thăng cấp Thiếu tướng tại nhiệm.

## 1975
Ngày 30 tháng 4, ông cùng gia đình di tản khỏi Việt Nam. Sau đó sang định cư tại Montebello, California, Hoa Kỳ.
Ngày 24 tháng 5 năm 1994, ông từ trần tại nơi định cư. Hưởng thọ 72 tuổi.

## Huy chương
- -Bảo quốc Huân chương đệ tam đẳng
- -Huy chương Quân sự:
-Lục quân Huân chương hạng nhất. -Không lực Bội tinh hạng nhất. -17 Anh dũng Bội tinh (nhiều đẳng cấp).
-Ưu dũng Bội tinh. -Danh dự Bội tinh hạng nhất. -Chỉ đạo Bội tinh hạng tư.
-Tham mưu Bội tinh hạng nhất. -Huấn vụ Bội tinh hạng nhất. -Dân vụ Bội tinh hạng nhất.
-Quân phong Bội tinh hạng ba. -Chiến dịch Bội tinh (1949). -Chiến dịch Bội tinh (1960).
 -Quân vụ Bội tinh hạng nhất. -Không vụ Bội tinh hạng nhất.
- -Huy chương Dân sự:
-Chương mỹ Bội tinh hạng nhất. -Bội tinh Tâm lý chiến hạng nhất. -Bội tinh Công chánh hạng nhất.
 -Bội tinh Giao thông Vận tải hạng nhất. -Xây dựng Nông thôn Bội tinh. -Bội tinh Sắc tộc hạng nhất.

## Gia đình
- Thân phụ: Cụ Võ Ú
- Thân mẫu: Cụ Nguyễn Thị Tân
- Phu nhân: Bà Kiều Xuân Nghĩa

Ông bà có 9 người con (2 trai, 7 gái):
Võ Thị Thư, Võ Thị Như Hường, Võ Thị Bích Thủy, Võ Đình Huy, Võ Thị Bích Thu, Võ Thị Bích Hạnh, Võ Thị Hồng Linh, Võ Quốc Hùng, Võ Thị Kiều Dung.